# It's gonna rain!
《It's gonna rain!》是日本女性創作歌手BONNIE PINK的第5張單曲。1997年6月18日由Pony Canyon發行。CD規格編號PCDA-00976。

## 解說
《It's gonna rain!》是BONNIE PINK自上一張單曲《Heaven's Kitchen》以來，相隔2個月推出的最新單曲，稍早該歌曲已於1997年5月16日發行的專輯《Heaven's Kitchen》收錄。這首歌表達了女性在雨天情緒的不穩定。
該歌曲曾經被富士電視網電視動畫《神劍闖江湖》作為片尾主題曲使用。次年1998年也被松竹電影《墜落的黃昏》當作劇中插入歌使用。

## 收錄歌曲
所有歌曲由BONNIE PINK作詞、作曲，托爾·約翰遜編曲。
1. It's gonna rain! [4:36]
  - 富士電視網電視動畫《神劍闖江湖》的第5代片頭主題曲，松竹電影《墜落的黃昏（日语：落下する夕方）》劇中插入歌。
2. [3:24]
3. It's gonna rain! (Inst.)

## 收錄專輯
- 《Heaven's Kitchen（日语：Heaven's Kitchen (BONNIE PINKのアルバム)）》（#1）
- 《Bonnie's Kitchen ＃1（日语：Bonnie's Kitchen ＃1）》（#1、2）
- 《Every Single Day -Complete BONNIE PINK（1995-2006）-（日语：Every Single Day -Complete BONNIE PINK（1995-2006）-）》（#1、2）
- 《Dear Diary（日语：Dear Diary）》初回限定特典CD「BONNIE PINK B-side collection（1996～2009）」收錄（#2）
- 《白金精選 BONNIE PINK～BONNIE’S KITCHEN》（#1、2）
- 《神劍闖江湖 Best Theme Collection》（#1）
- 《神劍闖江湖 Premium Collection》（#1）
- 《神劍闖江湖 COMPLETE CD、BOX》（#1）
- 《神劍闖江湖 Complete Collection》（#1）
- 原創專輯未收錄（#2）

## 翻唱
- 《TV》（#1 被Shery翻唱為兒童對象動畫歌曲）
- 《＜Relax～＞》（#1 被Shery翻唱為兒童對象動畫歌曲）